# Cielito lindo
Cielito lindo è una canzone della musica popolare messicana, composta nel 1882 da Quirino Mendoza y Cortés.

## Il brano
Cielito Lindo è una delle più celebri canzoni folk messicane. La canzone è una tenera, vereconda dedica alla persona amata: Cielito Lindo vuol dire letteralmente "piccolo cielo terso", ma nel linguaggio comune messicano è un nomignolo affettuoso con cui ci si rivolge a bambini molto piccoli o alla propria innamorata; può quindi essere tradotto come "tesoro mio", "piccola mia". La versione canonica del brano fu composta da Quirino Mendoza y Cortés nel 1882 ed ebbe subito un grande successo, al punto che, insieme a Jarabe tapatío, Cielito Lindo è di certo il brano più rappresentativo della tradizione musicale messicana.
Le origini del brano non sono note: la struttura metrico-musicale a copla (o seguidilla) e il riferimento nel verso iniziale alla Sierra Morena sembrerebbero tradire un'origine spagnola. La prima strofa ha in effetti un significato meno chiaro: in un articolo, Arturo Ortega Morán riferisce che nel XVII secolo bande di banditi armati si rifugiavano nelle montagne della Sierra Morena in Spagna, e che le persone temevano per la loro vita quando dovevano viaggiare attraverso la regione; gli occhi furtivi che scendono dalla Sierra Morena sarebbero dunque quelli di un malvivente. La prima strofa alluderebbe insomma a questa paura, e proverrebbe da una canzone diversa di origine spagnola; nella versione messicana, invece, i versi vengono presi come una metafora del volto dell'amata. La maggior parte dei messicani tende comunque a rifiutare questa ipotesi: il verso farebbe infatti riferimento alla Sierra de Morones nello stato di Zacatecas, oppure le due parole andrebbero separate da una virgola ("De la sierra, morena[...]", cioè "dalla montagna, o brunetta[...]").
Cielito Lindo viene abitualmente suonata da gruppi musicali mariachi, ma è stata eseguita e registrata anche da molti altri artisti, che l'hanno interpretata sia nell'originale spagnolo sia in traduzione inglese o in altre lingue. La canzone è un vero e proprio simbolo culturale e identitario per i messicani espatriati, che possono, ad esempio, intonarla in coro durante eventi collettivi o sportivi al di fuori dei confini nazionali, come Giochi olimpici o partite di calcio.

### Cielito Lindo Huasteco
Esiste un'altra canzone tradizionale messicana chiamata Cielito Lindo, proveniente dalla regione Huasteca e perciò detta Cielito Lindo Huasteco. Questo brano, molto meno diffuso, ha testo e melodia diversi rispetto alla più nota canzone omonima, ma la struttura metrica è identica e c'è una frequente ripetizione delle parole cielito lindo (col significato più letterale di "cielo terso") e dell'interiezione Ay, ay, ay, ay, che però viene usata all'interno delle strofe e non nel ritornello. Le due canzoni condividono ‌inoltre il testo della strofa che inizia con Una flecha en el aire[...]. Queste analogie rendono possibile cantare una canzone sulla melodia dell'altra, cosa che ha spesso creato confusione; pertanto alcuni cantanti, come Julio Iglesias, preferiscono eseguire la canzone con il titolo De domingo a domingo, parole con cui inizia la prima strofa.
Sebbene Cielito Lindo Huasteco sia meno nota, è profondamente radicata nella cultura messicana: le parole Árbol de la esperanza, mantente firme ("Albero della speranza, rimani fermo") danno il titolo a un celebre dipinto di Frida Kahlo.

## Testo del brano
De la sierra morena,
cielito lindo, vienen bajando
Un par de ojitos negros,
cielito lindo, de contrabando.
¡Ay! ¡ay! ¡ay! ¡ay!, ¡canta y no llores!
Porque cantando se alegran,
cielito lindo, los corazones.
Pájaro que abandona,
Cielito lindo, su primer nido,
Si lo encuentra ocupado,
Cielito lindo, bien merecido.
¡Ay! ¡ay! ¡ay! ¡ay!, ¡canta y no llores!
Porque cantando se alegran,
cielito lindo, los corazones.
Ese lunar que tienes,
cielito lindo, junto a la boca
No se lo des a nadie, cielito lindo,
que a mí me toca.
¡Ay! ¡ay! ¡ay! ¡ay!, ¡canta y no llores!
Porque cantando se alegran,
cielito lindo, los corazones.
De tu casa a la mía,
cielito lindo, no hay más que un paso
Ahora que estamos solos,
cielito lindo, dame un abrazo
¡Ay! ¡ay! ¡ay! ¡ay!, ¡canta y no llores!
Porque cantando se alegran,
cielito lindo, los corazones.
Una flecha en el aire,
cielito lindo, lanzó cupido
Y como fue jugando,
cielito lindo, yo fui el herido.
¡Ay! ¡ay! ¡ay! ¡ay!, ¡canta y no llores!
Porque cantando se alegran,
cielito lindo, los corazones.